# سلطان علي بن محمد الباقر
السلطان علي بن محمد الباقر بن علي زين العابدين بن الحسين كان ابن الإمام الخامس للمسلمين الشيعة الاثني عشرية والإمام الرابع لإسماعيل. علي المسلمين الشيعة ، محمد الباقر . ولد علي في المدينة المنورة، والمعروف في إيران باسم "السلطان علي"، وأرسله والده إلى منطقتي كاشان وقم ، حيث عمل إمامًا ومعلمًا لصلاة الجمعة؛ أثبتت شعبيته ووعظه بالإسلام الشيعي تهديدًا للممثل المحلي للسلالة الأموية .  حاصرت قوات ممثل الأمويين السلطان علي ومجموعة من أنصاره وقتلتهم، بعد معركة طويلة، وقبل أن تتمكن مجموعة أكبر من الأنصار من الوصول، إلى أرديحال ، وهي قرية تبعد حوالي 45 كيلومترًا شرق كاشان في 7 أغسطس 734 م (27). جمادي الثاني سنة 116هـ).  ولا يزال يحظى باحترام المسلمين الشيعة، وخاصة في إيران، حيث أصبح مكان دفنه - الذي خضع للتجديدات المتكررة ولكن يعود تاريخه جزئيًا إلى العصر السلجوقي - موقعًا للزيارة.  يشتهر الضريح بطقوس غسل السجاد السنوية المميزة ( قالي شويان ) والتي تحدث في اليوم السابع عشر من فصل الخريف لإحياء ذكرى يوم استشهاد السلطان علي، وهي طقوس قد تكون أصولها في جسد السلطان علي الذي كان ملفوفًا في لفافة. السجادة وإحضارها إلى مكان دفنه بعد مقتله. 
وفقًا لتقارير الأنساب، كان السلطان علي ابن الإمام الشيعي الخامس ، وشقيق الإمام الشيعي السادس ، وربما والد زوجة الإمام الشيعي السابع ، عن طريق ابنته. فاطمة. 

## من أقوال الشعراء فيه
قال فضل الله الراوندي الكاشاني في ديوانه:
تَوسَّلتُ فيها بالفَتى ابنِ الفَتى الذي  **  تَوطَّنَ هذا المَشهدَ الطَّاهرَ الطُّهرا
عَنيتُ ابنَ بِنتِ المُصطَفَى وَوَصِيَّهُ  **  أخا الصَّادقِ بنِ البَاقرِ السَّيِّدِ الحَبرا
لَعَمري لقد أُوتِيتُه ونَصَرتُهُ  **  وعَرَفتُهُ مِن بَعدِ تَضييعِهِ دَهرا
فمَن قُبَّةٌ عَلَويَّةٌ عُلْويَّةٌ تطيفُ  **   بِمَبناها مَلائكةٌ تَتْرَى
وَسُورٌ كَسورِ الرَّدمِ أوْنَقْت صُنعَه  **  فَجَصَّصْته بَطناً وطَيَّنْتهُ ظَهرا
ونهرٌ كَأنَّ اللهَ فجَّرَ فَيضَه مِنَ  **  الجَنَّةِ الزَّهراءِ أَطْيِبْ بِهِ نَهرا
وحمام صِدْقٍ حَازَ وَصفَ جَهنَّمٍ  **  وَجنَّة عَدْنٍ إذْ حَوَى الطِّيبَ والحَرّا
نَعَم ورباط كُلَّمَا رفقة غَدَتْ  **  لتِرَحَلَ عن حَافَاتِهِ نَزَلَتْ أُخرى
وحَائطُ بُستانٍ كَقِطعةِ جَنَّةٍ هَوَتْ  **  فَثَوَتْ تَحكي الجِنانَ لنا جَهرا
قَصدناهُ زُوَّاراً فَكادَ بِطِيبِهِ عن  **  الأهلِ والأولادِ يصدفنا قَهرا
وقال أيضاً:
ومشهدُ صِدقٍ أودعَ اللهُ بَطنَهُ  **  وَديعةَ سِرٍّ مِن كِرامِ أخائر
أبَا الحَسنِ ابنِ البَاقرِ السَّيِّدِ  **  الذي غَدا لِعُلومِ الدِّينِ أبقرَ باقر

## سبب مجيئه إلى كاشان
أرسل أهالي كاشان وفداً إلى محمد الباقر يريدون منه أن يبعث إليهم مَن يُعلّمهم أحكام دينهم وأُمور شرعهم، فبعث محمد الباقر ابنه عليّاً.
وبعد سنة من إقامته في (فين) كاشان وصله خبر وفاة أبيه محمد الباقر، وبعد سنتين من ذلك دعاه عدّة من الموالين لزيارة أردهال كاشان فذهب إليهم، واستقرّ بها.

## إرسال الجيش لمقاتلته
لمّا رأى والي أردهال اجتماع الناس حول السيّد علي ابن محمد الباقر، وكثرة أتباعه، كتب كتاباً إلى والي قزوين يخبره عن مكانته الاجتماعية، فأرسل والي قزوين جيشاً نحو كاشان لمقاتلته، وبعد قتال بين أتباع علي ابن محمد الباقر وبين الجيش القادم قُتل السيّد علي بسهم من العدو.

## استشهاده
استُشهد في السابع والعشرين من جمادى الثانية 116ه بمشهد أردهال ـ تبعد سبعة فراسخ (38 كم) من مدينة كاشان في إيران ـ ودُفن فيها، وقبره معروف يُزار.